# Erecticornia castanopinnae
Erecticornia castanopinnae är en insektsart som beskrevs av Yuan och Tian. Erecticornia castanopinnae ingår i släktet Erecticornia och familjen hornstritar. Inga underarter finns listade i Catalogue of Life.